# Björn-Erik Höijer
Björn-Erik Höijer, född 14 mars 1907 i Malmberget, död 10 februari 1996 i Uppsala, var en svensk författare och manusförfattare.

## Biografi
Höijer utbildade sig till lärare på Nääs slöjdseminarium, var slöjdlärare i Malmberget, men började under 1940-talet alltmer att ägna sig åt författarskap. Hans alster har en norrbottnisk förankring. Den självbiografiska romansviten om Martin hör till höjdpunkterna i hans författarskap, liksom de romaner som gestaltar laestadianismen och annan etisk-religiös problematik (till exempel Mannen på myren). Höijer var också en framgångsrik dramatiker med pjäser som Isak Juntti hade många söner och Det lyser i kåken; några uruppförda i regi av Ingmar Bergman. En spelmanstragedi (1956) blev en stor scenisk framgång och bygger på författarens självbiografiska romansvit.
Hans personarkiv finns hos Arkiv och specialsamlingar vid Umeå universitetsbibliotek.
Björn-Erik Höijer ligger begraven på Uppsala gamla kyrkogård. 

### Familj
Björn-Erik Höijer, vars far var folkskollärare i Malmberget, tillhörde en annan släkt än den mest kända med namnet Höijer. Han var gift 1929–1974 med Clary Sylvia Höijer, född 1906, och hade fyra barn: Kersti, gift Meeuwisse, född 1932, Björn Höijer, född 1934, Birgitta Höijer, född 1945, och Karin Höijer, född 1945.

## Priser och utmärkelser
- 1945 – Svenska Dagbladets litteraturpris
- 1951 – Boklotteriets stipendiat
- 1957 – Olof Högberg-plaketten
- 1957 – Östersunds-Postens litteraturpris
- 1958 – Hedersledamot vid Norrlands nation i Uppsala
- 1967 – Doblougska priset
- 1970 – Litteraturfrämjandets stipendiat